# Varaždinborgen
Gamla borgen Varaždin (kroatiska: Stari grad Varaždin) är en borg i Varaždin i Kroatien. Borgen bär stildrag från gotiken och renässansen och uppfördes och tillbyggdes i omgångar från 1300 till 1800-talet. Borgen är en av Varaždins främsta kulturbyggnader och rymmer idag Varaždins stadsmuseum. 2005 sattes Gamla borgen Varaždin upp på Kroatiens tentativa världsarvslista.

## Historia
Ett försvarsverk på platsen för dagens borg omnämns redan på 1100-talet. Under 1300-talet hamnade borgen i grevarna av Celjes ägo som lät bygga om den i gotiskt stil. 1560 påbörjades en större restaurering. Enligt ritningar av den italienska arkitekten Domenico dell'Allio byggdes borgen om i renässansstil. Borgen fick då två våningar med arkader och korridorer mot innergårdarna. I slutet av århundradet hamnade borgen i familjens Erdődys ägo. Under deras försorg uppfördes bastioner och vallgravar.  

### Fotnoter
1. ↑  Tourism-varazdin.hr – Varaždins turistförening (engelska)
2. ↑  Gmv.hr Arkiverad 4 november 2013 hämtat från the Wayback Machine. – Varaždins stadsmusem (engelska)
3. ↑  Unesco.org (engelska)